# Лили Хайду
Лили Хайду (на унгарски: Hajdu Lilly) е унгарски психоаналитик.

## Биография
Родена е през 1891 година в Австро-Унгария, в семейството на еврейския търговец Михай Хайду. Започва да учи медицина в през 1909 и влиза в кръга „Галилей“. През 1914 г. завършва и започва работа в клиниката на д-р Моравчик. Година по-късно се омъжва за Миклош Гимес и им се раждат син и дъщеря.
През 20-те години Лили Хайду се подлага на обучителна анализа при Вилма Ковач, а също така учи и при Шандор Ференци. През 1933 г. става член на Унгарското психоаналитично общество. През 1938, поради антиеврейски закони, тя не може да преподава психоанализа и за това организира всичко в дома си. През 1944 съпругът ѝ е депортиран от нацистите и умира в концлагер от тиф. Лили се спасява благодарение на шведски паспорти осигурени от шведския посланик Раул Валенберг.
След войната, през 1947 г. тя участва във възстановяването на Унгарската психоаналитична асоциация и е в нейния съвет до закриването ѝ от комунистическата партия през 1949 г. Година по-късно започва работа в Националния институт по неврология и психиатрия, като от 1954 до 1957 г. е негов директор. След Унгарската революция от 1956 г. синът ѝ е съден публично заедно с Имре Наги и е екзекутиран. Лили Хайду отчаяна и обезверена след смъртта на съпруга си и сина си се самоубива през 1960 г. като взима свръхдоза наркотици.